# Alicia Moncholí
Alicia Moncholí Lueje (Oviedo, 1998) es una directora de cine, documentalista y guionista española especialmente conocida por el cortometraje Campolivar.

## Trayectoria
Formada en la ESCAC como guionista y directora, graduada en la especialidad de guion por la Universidad de Cine y Audiovisuales de Cataluña (ESCAC)
El trabajo de Moncholí se fundamenta en la reinterpretación de vivencias vinculadas a la desfragmentación familiar y a la mezcla entre realidad e imaginación.
Su primer cortometraje, "No quiero más" (2021) tuvo como protagonista a su abuela, de 96 años que sufría demencia: Lo que no me esperaba es que el tiempo iba a hacer que cada vez esa ilusión fuera a ir difuminándose hasta que poco a poco no quisiera más pasteles ni pudiera apenas mantenerse despierta. Mientras tanto yo observaba la frustración de mi familia para que ella siguiera comiendo y para qué siguiera despierta, en otras palabras, viva. Empezó a crearse una tensión en el lugar, «come» decía mi madre, a lo que ella repetía, «no quiero más».
Este primer cortometraje además de ganar la sección Europea de la beca Faciuni, programa que reconoce la labor de cineastas con el fin de impulsar el desarrollo de nuevos talentos y realizadores, fue seleccionado en varios festivales: el Festival Internacional de Lebu, el Festival Internacional de Cine de Gijón, el Festival de Cine Independiente de L' Alternativa, el Festival Internacional de Zaragoza, el Brain Film Fest, en el Festival Internacional de Manlleu recibiendo la mención de honor y en el Festival Internacional de Navarra recibiendo el Premio Students Melitón.
En 2024 estrenó Campolivar, en la sección oficial del Festival Internacional de Cine de Gijón recibiendo el premio del Principado de Asturias y el Premio del Jurado Joven y en Festival Internacional de Cine Documental y cortometraje de Bilbao, recibiendo el premio UNICEF. 
En este segundo trabajo, realidad e imaginación se mezclan en un descenso a la infancia de la directora durante el regreso al último espacio en donde estuvo con su padre, la casa de Campolivar, en Valencia fue premiado en el FICX64 «Por tratar con delicadeza, originalidad y valentía un tema tan universal y complejo como el trauma infantil sin buscar la autocompasión. Nos ha cautivado por su capacidad de jugar con el espacio y la memoria, con un lenguaje innovador que mezcla la teatralidad con el archivo, y un diseño sonoro que nos sumergió en una atmósfera brillante.»
Moncholí desarrolla su primer largometraje, “Los fines de semana”, producido por Oberon Media, que ha pasado por el laboratorio de Dama Ayuda, por Acció Viver de Dones Visuals, por el Semilleru Lab del FICX63, por Spanish Screenings de MIA MARKET y por la Residencia de la Academia de Cine de Madrid.

## Premios y reconocimientos
- Premio Nuevos/as Realizadores/as Festival Internacional de Cine de Gijón de 2021[6][7]

Por No quiero más:
- beca Faciuni
- Mención de honor en Festival Internacional de Manlleu 2020[2]
- Festival Internacional de Navarra recibiendo el Premio Melitón 2020

Por Campolivar:
- Premio UNICEF en el Festival Internacional de Cine Documental y cortometraje de Bilbao

Festival Internacional de Cine de Gijón 2024:
- Premio Principado de Asturias al Mejor Cortometraje
- Premio del Jurado Joven al Mejor Cortometraje de la Sección Oficial